# ラディカル・フェミニズム
ラディカル・フェミニズム（英: radical feminism、急進的女性主義、急進的フェミニズム）とは、リベラル・フェミニズムへのアンチテーゼであり、社会変革や男女平等を主張しながらも女性へ従来の補助的・性的役割を押し付けてきた新左翼・マルクス主義への失望から誕生したラディカルなフェミニズムの一形態である。略す際には、ラディフェミとされる。

## 概要
ラディカル・フェミニズムは、性支配一元論をとり、男性を抑圧者とみなし、女・男の利害は競合・敵対すると考える。リベラル・フェミニズムよりも、差異派フェミニズム・分離主義なフェミニズムであり、女・男の分離を前提としたうえで、女性という性別を前提とし、「女性という集団」独自の存在意義を強調する。結婚・母性・異性愛・家族・性交という諸制度で女性は抑圧されており、それらは女性たちを現状に留めるために構築されており、家族単位でこれらを維持しているとの思想。マルクス主義フェミニズムと共に、革命より改良を目指すリベラルフェミニズムや結婚など上記諸制度に否定的である。
ラディカル・フェミニズムは「異性愛至上主義」を批判した。男性との恋愛・結婚・家庭そのものを女性抑圧の元凶とし、「母性、結婚、売春は男性を支える組織であり、結婚は男性の性欲に奉仕するための組織である」とした。ただし、これはフェミニストの間でも賛否の割れるラディカルな主張であり、男性と恋愛している者・既婚女性排除につながったため、ラディカルフェミズムは組織内で対立と分裂が度々起こった。

## 新左翼・マルクス主義からの独立と対立
ラディカル・フェミニズムは、1960年代末にマルクス主義・既成左翼を甘いと批判した新左翼運動の内部で、社会革命が目的にも関わらず新左翼男性らに従来の補助的・性的役割を押し付けられた女性たちの失望から始まった。1970年に出版されたケイト・ミレットの『性の政治学』と、シュラミス・ファイアーストーンの『性の弁証法』を思想的支柱とする。ミレットは、「家父長制」を男性が女性に性的従属を強いるシステムであると定義し、これが私的領域から公的領域に至るまで影響を及ぼしていると批判。男女の性差は家父長制の産物であるとした。またファイアーストーンは、女性の生殖能力も男性優位を前提とした階層構造を発展・維持させている要因であると論じた。更にマルクス主義フェミニズムはマルクス主義の史的唯物論にラディカル・フェミニズムを取り入れたことで生まれた。しかし、マルクス主義フェミニズムはラディカル・フェミニズムを「観念論」と見なし、「市場」と「家族」の相互依存関係も問うべきと批判している。更には新左翼・マルクス主義フェミニズム派が資本主義社会・企業のために女性を含めた労働者階級は抑圧されていると主張すると、ラディカルフェミニズム派はマルクス主義の男性中心主義を指摘・男性からの抑圧は資本主義社会だけではなく、マルクス主義で用いる階級分析論だと女性こそが抑圧された階級と位置づけ対立した。日本では1990年代に行われたマルクス主義フェミニストの上野千鶴子とラディカル・フェミニストの江原由美子による論争が知られている。

## マルクス主義フェミニスズムとの共通点

### 反結婚・反専業主婦
ラディカルフェミニストの小倉千加子は、近代の枠組みを認める「保守」とリベラル・フェミニズムを例え、近代の枠組みを認めない「破壊」とラディカル・フェミニズムを例えている。小倉は2002年の著書でリベラルフェミニズムは衰退し、ラディカルフェミニズムが勝ったと主張している。そして、夫は仕事と家事、妻は家事と趣味的仕事という新専業主婦社会は実現しないと主張している。そして、ラディカルフェミニストはマルクス主義フェミニストと共に、結婚に否定的である。結婚しているのにフェミニストを名乗る女性について、結婚することで結婚制度を擁護していると否定的見解を述べている。マルクス主義フェミニストである上野千鶴子も結婚とフェミニズムは相容れないとし、フェミニストと自認する専業主婦については論理矛盾と強く批判している。
ラディカル・フェミニズムは、「個人的なことは政治的である」というスローガンの下、女性の抑圧は階級的抑圧など他の抑圧には還元することができないものだと主張している。 従来の（リベラル）フェミニズム活動が女性の地位の向上や社会参加を推進するための法的平等要求活動なのに対して、ラディカル・フェミニズムの活動は活動家たちが「女性差別的」と判断した文化や慣習などのモノの排他要求活動である。 ラディカルフェミニストのアンドレア・ドゥウォーキンは、「結婚とはレイプを正当化する制度」と述べ、結婚をレイプと同一視している。

### 反ポルノ（反AV）・反セックスワーク
ラディカル・フェミニズムを端的に象徴するものとして、性にポジティブな立場をとるフェミニストと対立するポルノグラフィ撲滅運動がある。ラディカル・フェミニストは、ポルノグラフィに出演した女性の被害例（身体的・精神的暴力を伴う撮影など）や、ポルノグラフィが男性による性犯罪・ドメスティックバイオレンス・セクシャルハラスメントを助長するとした強力効果論を挙げ、またポルノグラフィの存在を社会的に容認することは女性蔑視を再生産するものとし、女性解放の障害になっているとして、厳罰を伴う法的規制を求めている。1980年代に、キャサリン・マッキノンとアンドレア・ドウォーキンらが展開した『反ポルノグラフィ公民権条例』運動は特に有名であり、ポルノ・買春問題研究会などの日本のラディカル・フェミニズム団体に多大な影響を与えている。
マルクス主義フェミニストの上野千鶴子は性交渉自体へは否定的ではないが、「そのセックス、やってて楽しいの？あなたにとって何なの？」って思っているとし、セックスワークには否定的である。

## 批判
2022年6月、フェミニストの室井佑月は週刊朝日において、AV出演被害防止・救済法の成立に反対する一部のフェミニストについて、「家父長制度に反対するどころか賛同することになるのではないか。女性は未熟だから契約はできないというのなら、家長という保証人を立てねば、自分で家も借りられないことになるし、ローンも組めないということになってしまう。フェミニズム運動とは、女性の解放運動ではなかったのか？」と苦言を呈した。室井はそうしたフェミニストをラディカルであるとして、「ラディカルといわれるフェミニストの間違いを指摘すると、途端に 『アンチフェミニスト』『ミソジニスト(女性差別主義者)』とレッテルを貼られ、寄ってたかってネットリンチという制裁を受ける。」と述べ、ラディカル・フェミニストを批判した。「戦時中、子供や夫を戦地へ送り出しても『戦争反対。戦争、嫌だ』といえなかったのは、同調圧力があったからだ。行き過ぎたラディカルフェミニストのやり方は、かつてのそれとそっくりではないか？」「戦争反対といえば愛国者じゃないと批判される。」としたうえで、「自分の間違いを決して認めず、その言葉を鎧（よろい）のように使う者は、自分だけが愛国者で、自分だけがフェミニストだと思い込んでいるところが怖い。」と批判している。

## 代表的なラディカルフェミニスト
- ケイト・ミレット
- シュラミス・ファイアーストーン
- メアリ・デイリー
- キャサリン・マッキノン
- アンドレア・ドウォーキン
- スーザン・ブラウンミラー
- ナバネセム・ピレー（英語版）
- グロリア・スタイネム
- 角田由紀子
- 小倉千加子
- 江原由美子
- 中里見博
- 北原みのり[16]
- j.K.Rowling

## ラディカルフェミニズム団体・サイト
- メガリア/WOMAD - 韓国のラディカル・フェミニズム・コミュニティ[17][18][19][20][18]。
- イクオリティ・ナウ
- ポルノ・買春問題研究会
- ヒューマンライツ・ナウ

## 関連文献
- マギー・ハム著、木本喜美子・高橋準監訳、『フェミニズム理論辞典』、明石書店、1999/07、ISBN 4750311723
- 吉沢夏子、『女であることの希望　ラディカル・フェミニズムの向こう側』、勁草書房、1997/03、ISBN 9784326651993
- ナディーン・ストロッセン著、松沢呉一監修、岸田美貴訳、『ポルノグラフィ防衛論ーアメリカのセクハラ攻撃・ポルノ規制の危険性』、ポット出版、2007/10、ISBN 9784780801057
- アンドレア・ドウォーキン著、寺沢みづほ訳、『ポルノグラフィ－女を所有する男達』、青土社、1991/04、ISBN 9784791751280